# Rhodacarus rhodacaropsis
Rhodacarus rhodacaropsis är en spindeldjursart som beskrevs av Ryke 1962. Rhodacarus rhodacaropsis ingår i släktet Rhodacarus och familjen Rhodacaridae. Inga underarter finns listade i Catalogue of Life.